# 1502
Cette page concerne l'année 1502  du calendrier julien.
L'année 1502 est une année commune qui commence un samedi.

## Asie
- Janvier[1] : le Séfévide Chah Ismaïl, désireux de venger la mort de son père et appuyé par les Qizilbash (« têtes rouges », turcs chiites certainement rattachés aux traditions chamaniques) vainc Alwand ibn Yusuf, sultan des Ak Koyunlu, puis son successeur Murad (1503) et entre dans Tabriz où il se proclame Chah.

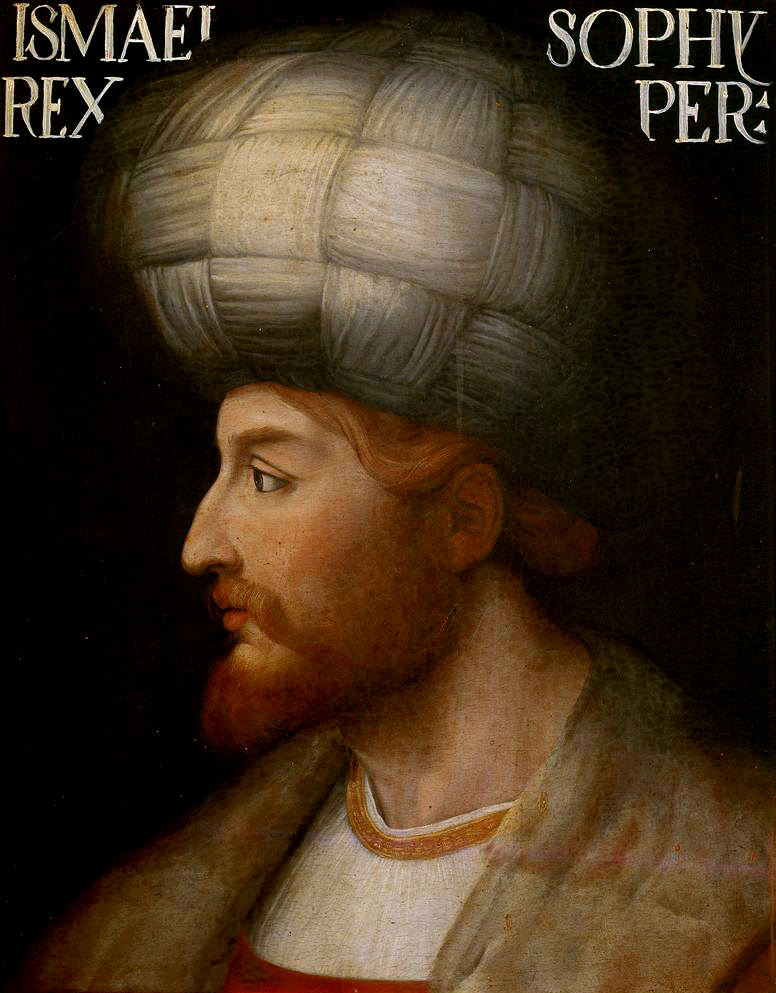
11 mars : Ismail Ier, chah de Perse

- 11 mars : début du règne d'Ismail Ier, chah de Perse, créateur de la dynastie des Séfévides (fin en 1524)[1]. Chah Ismaïl est fils du kurde Haydar et de la fille d’Uzun Hasan. Son père et lui ont falsifié les documents relatifs au cheikh Safi ad-Din (1252-1334) leur ancêtre. Celui-ci serait issu de la race de 'Ali et descendant des Sassanides. Le chiisme devient la religion de la Perse.
- Devant la montée de la puissance séfévide, le sultan ottoman Bayazid II ordonne la déportation en Morée de populations chiites d'Anatolie susceptibles d'être recrutées par les Qizilbash[2].

## Explorations européennes outremer et Amérique

### Empire aztèque

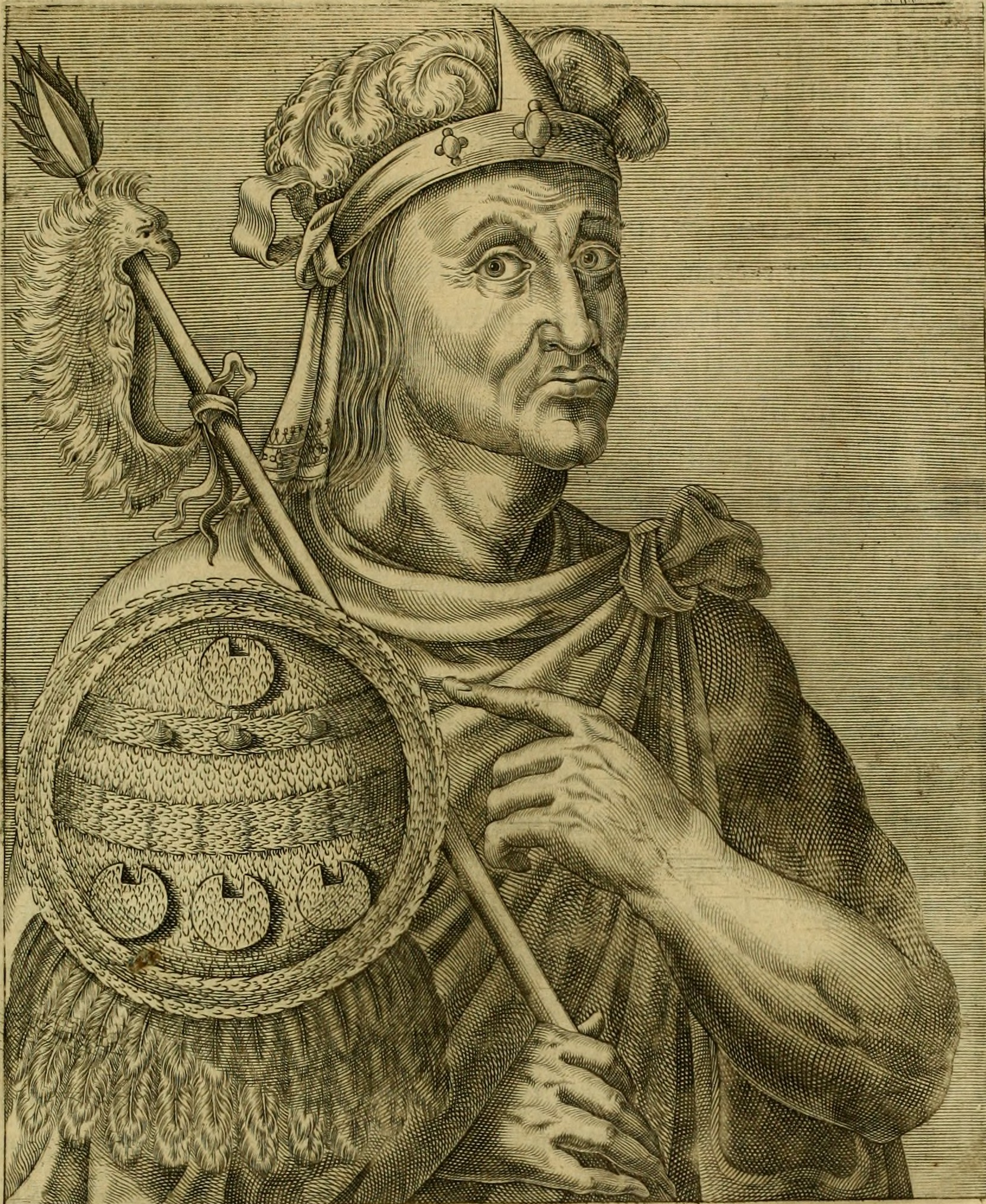
19 septembre : Moctezuma II.

- 19 septembre : début du règne de Moctezuma II (fin en 1520)[3].

### Colonie castillane d'Hispaniola (Saint-Domingue)
En 1500, Christophe Colomb a été révoqué comme vice-roi des Indes et gouverneur d'Hispaniola et remplacé provisoirement par Francisco de Bobadilla.
- 13 - 15 avril : arrivée à Hispaniola de Nicolás de Ovando, chargé de surveiller Francisco de Bobadilla. Dix-sept missionnaires franciscains accompagnent Ovando à Haïti[4].
- sd : Ovando destitue Bobadilla et devient vice-roi des Indes (fin en 1509)[5]. Bobadilla meurt au cours de son voyage de retour.
- sd : Nicolás de Ovando s’active tant à la colonisation de Haïti qu’en 1507 elle ne comptera plus que 60 000 indigènes, les autres étant morts de maladie, dans les travaux forcés ou au cours de la répression des révoltes.[pas clair]

### Explorations castillanes en Amérique
- 9 mai : départ de Cadix de l'escadre de Christophe Colomb pour son quatrième (et dernier) voyage[6].
- 15 juin : il fait escale à la Martinique (site du Carbet), puis part vers l'ouest et longe la côte de l’Amérique centrale, du Honduras au golfe de Darién (à ce moment, croyant toujours être aux Indes d'Asie, il identifie le Honduras avec l’Indochine) (fin du voyage en 1504).
- Voyage de l’humaniste Pierre Martyr d'Anghiera, envoyé en Égypte et au Soudan par les Rois catholiques[7].

### Explorations portugaises

#### Dans l'Atlantique
- 1er janvier : découverte du site de Rio de Janeiro par l'expédition de Gonçalo Coelho et Amerigo Vespucci ; ils atteignent Cananéia puis retournent en Europe le 15 février[8].
- 10 mai : le Portugais Miguel Corte-Real quitte Lisbonne[9]. Il aborde à Terre-Neuve fin juin puis gagne le golfe du Saint-Laurent.
- 21 mai : découverte de l'île Sainte-Hélène par le navigateur portugais João da Nova[10].

#### Deuxième voyage de Vasco de Gama
- 10 février, Lisbonne : début du second voyage de Vasco de Gama vers l'Inde (fin le 10 octobre 1503)[11].
- 11 - 28 juin : Vasco de Gama fait escale à Sofala[11]. Il entend parler du royaume de Monomotapa. Il fonde des comptoirs sur les côtes africaines (Sofala, Mozambique).
- 12 juillet : Vasco de Gama arrive à Kilwa où impose un tribut en or au sultan[11].
- 18 - 22 octobre: Vasco de Gama, arrivé à Cannanore, échoue à obtenir une cargaison d'épice[11].
- 29 octobre - 3 novembre : Vasco de Gama arrive à Calicut[11]. Il brûle un navire concurrent avec sa cargaison et son équipage, fait pendre des dizaines de pêcheurs. Vainqueur, il repart vers Cochin pour charger sa cargaison d'épice et laisse sur place cinq navires qui bloquent la ville[11].

## Europe

### Péninsule italienne (pontificat d'Alexandre VI)

#### Divers
- 5 avril : l’humaniste Pietro Bonomo (it) devient évêque de Trieste[12].
- 16 août : à Florence, la charge de gonfalonnier devient perpétuelle[13]. Pier Soderini est élu gonfalonier à vie le 21 septembre suivant[14] (déposé en 1512).
- 8 décembre : César Borgia, fils du pape, occupe le duché d'Urbin (fin en 1503)[15].
- 31 décembre : César Borgia fait massacrer les barons de la famille des Orsini à Senigallia[16].

#### Troisième guerre d'Italie: France contre Aragon
En 1501, la France (Louis XII) et l'Aragon (Ferdinand II) occupent conjointement le royaume de Naples. Mais leur alliance prend fin en 1502.
- 19 juin : début des hostilités entre Français et Aragonais à Atripalda[17].
- 8 juillet : Louis XII arrive à Asti après avoir traversé les Alpes[18]. Il séjourne en Italie jusqu'en septembre.
- 26 août : entrée de Louis XII à Gênes[19].
- 25 décembre : deuxième bataille de Seminara : la Calabre passe provisoirement aux mains des Français.

#### Guerre vénéto-ottomane
- 14 décembre : un traité de paix est signé entre la république de Venise et l'Empire ottoman. Les Vénitiens vaincus cèdent Lépante, Navarin, Coron et Durazzo, doivent évacuer Sainte-Maure et payer un tribut à Bayezid II pour conserver Zante. Ils recouvrent Céphalonie et leurs privilèges commerciaux dans l'empire[20].

### Castille et Aragon (règne d'Isabelle de Castille et de Ferdinand II d'Aragon)
- 11 février : édit royal ordonnant l'expulsion d'Espagne des Maures non convertis (moriscos). Ceux qui résistent doivent s’exiler et s’établissent surtout en Afrique du Nord (Andalous ou Tagarins)[21].
- 8 juillet : loi pragmatique imposant l’obtention d’une autorisation préalable à l’impression auprès des inquisiteurs en Espagne[22].

### Angleterre (règne de Henri VII), Écosse (Jacques IV)
- 24 janvier : signature du traité de Paix perpétuelle entre Henri VII et Jacques IV, ratifié[pas clair] dans la cathédrale de Glasgow le 22 février suivant[23].
- 2 avril : mort d’Arthur, fils aîné d’Henri VII. Son frère Henri devient héritier du trône d'Angleterre[24].

### Saint-Empire (règne de Maximilien d'Autriche)
- 22 avril : soulèvement des paysans d'Untergrombach, près de Spire (Bundschuh)[25].
- 18 octobre: inauguration de l'université de Wittemberg fondée par Frédéric III de Saxe[26]. Martin Luther et Philippe Melanchthon y enseigneront.
- Convocation de la diète générale des cinq régions (Haute-Autriche, Basse-Autriche, Styrie, Carinthie, Carniole) à Wiener Neustadt, qui aboutit à un rapprochement[27]. Maximilien d'Autriche autorise la codification des coutumes (1502-1514) au détriment du droit romain[28].

### Hongrie (règne de Ladislas II)
- 29 septembre : mariage de Ladislas II de Bohême et de Hongrie avec Anne de Foix à Visegrád.

### Moscovie (règne d'Ivan III)
- 10 juin : fin de la Horde d'or. Le khan de Crimée, Mengli Giray, poussé par le prince de Moscou, bat le khan Sayyid Ahmad qui se réfugie en Lituanie[29]. Mengli Giray prend et détruit Saraï, la capitale de la Horde d’Or[30].
- 13 septembre : les chevaliers Porte-Glaive de Livonie, dont le maître est Walter de Plettenberg, battent Ivan III au lac Smolina près de Pskov[31].

## Naissances en 1502
- 7 janvier : Grégoire XIII, pape italien († 10 avril 1585).

- 2 février : Damião de Góis, historien et philosophe humaniste portugais († 30 janvier 1574).

- 4 mars : Élisabeth de Hesse, princesse de Hesse († 6 décembre 1557).
- 18 mars : Philibert de Chalon, prince d'Orange, seigneur d'Arlay et seigneur de Nozeroy († 3 août 1530).

- 10 avril : Othon-Henri du Palatinat, dernier représentant des branches de Palatinat et de Bavière-Landshut de la maison de Wittelsbach, par ses deux grands-pères Philippe Ier du Palatinat et Georges de Bavière († 12 février 1559).

- 2 juin : Guillaume Bigot, écrivain, médecin et humaniste français († vers 1550).
- 6 juin : Jean III de Portugal, quinzième roi du Portugal († 11 juin 1557).
- 22 juin : Girolamo Recanati Capodiferro, cardinal italien († 1er décembre 1559).

- 17 juillet : Jane Stuart, surnommée la belle écossaise, fille illégitime de Jacques IV d'Écosse et d'Isabelle Stuart de Buchan († 20 février 1562).
- 26 juillet : Christian Egenolff, imprimeur et éditeur allemand († 9 février 1555).
- 27 juillet : Francesco Corteccia, compositeur, organiste et maître de chapelle italien († 7 juin 1571).

- 14 août : Pieter Coecke van Aelst, peintre flamand († 6 décembre 1550).

- ? septembre : Diego Espinosa Arévalo, cardinal espagnol († 5 septembre 1572).

- 15 octobre : Giacomo Nacchiante, théologien dominicain († 6 mai 1569).

- Date précise inconnue :
- Nero Alberti da Sansepolcro, sculpteur italien († 1568).
- Heinrich Aldegrever, peintre et graveur allemand († entre 1555 et 1561).
- Johannes Anglicus, théologien protestant († 31 juillet 1577).
- Barthel Beham, peintre et graveur allemand († 1540).
- Giulio Campi, peintre et architecte italien († 5 mars 1572).
- Altan Khan, chef de l'Aile droite des Mongols († 1582).
- Miguel López de Legazpi, conquistador espagnol († 20 août 1572).
- Rafael Martí de Viciana, chroniqueur et historien valencien († 1574).
- Pier Francesco Foschi, peintre maniériste italien († 1567).
- Francesco Menzocchi, peintre maniériste italien († 1574).
- Pedro Nunes, mathématicien et cosmographe portugais († 11 août 1578).
- Owen Oglethorpe, évêque anglais († 31 décembre 1559).
- Gonzalo Pizarro, conquistador espagnol († 10 avril 1548).
- Narziß Renner, peintre enlumineur allemand († 1536).
- Takeno Jōō, maître de la cérémonie du thé japonaise et influent marchand de la période Sengoku († 1555).
- Frans Titelmans, érudit, pionnier de la théologie franciscaine aux Pays-Bas méridionaux († 12 septembre 1537).
- Toki Yorinari, dernier chef du clan Toki pendant les dernières années de l'époque Sengoku († 28 décembre 1582).
- Toki Yoshiyori, samouraï de l'époque Sengoku de l'histoire du Japon († 1583).
- Pierre Tolet, médecin français († 1586).
- Benedetto Varchi, humaniste, historien et poète italien († 18 décembre 1565).
- Luis de Vargas, peintre espagnol († 1568).
- Antoine-Marie Zaccaria, religieux catholique italien († 5 juillet 1539).

- Vers 1502 :
  - Giacomo Bertucci, peintre italien († 1579).
  - Pierre Quesnel, peintre et dessinateur français († après 1574).

## Décès en 1502
- Johann Schöning (né en 1458), homme politique, maire de Riga
- Giustina Rocca, juge et avocate italienne.

- 13 juin : Olivier Maillard, à Toulouse, franciscain d’origine bretonne célèbre pour ses sermons.

- 1er septembre : Sōgi, poète japonais (né en 1421)[32].
- 9 septembre : Ahuitzotl, roi aztèque[3].

- 25 novembre/20 décembre : Octavien de Saint-Gelais, évêque d’Angoulême, écrivain et poète courtois (né en 1468)[33].